# يوسف أبو الخير (فلسطين)
يوسف حسن أبو الخير (1945-)، هو أسير فلسطيني، ولد في قرية السميرية المدمرة في الداخل المحتل، والتي خرج منها طفلا لاجئا عام النكبة، وأمضى شبابه في عكا، وتزّوج في العام 1966 من رفيقة دربة المناضلة فاطمة النمر أبو الخير، له منها إبن وإبنة، عمل نجاراً في مدينة عكا حتى إعتقاله في العام 1969، بتهمة الإنتماء لحركة فتح، وتشكيل مجموعة عكا الفدائية الشهيرة (778) وحكم عليه بالسّجن مدى الحياة. أفرج عنه بعد قضاء 16 عاماً، ضمن صفقة عملية الجليل في 20 أيار 1985 بين أحمد جبريل قائد الجبهة الشعبية- القيادة العامة وسلطة الإحتلال الإسرائيلية. أبعد إلى ليبيا ثم انتقل واستقر في اليونان وعاش هناك حتى عاد إلی أرض الوطن في العام 2017، بعد إستصدار هوية وجواز سفر وتصريح بالعودة من السفارة الإسرائيلية في أثينا بواسطة المحامي بدر الدين إغبارية، وفور وصوله مطار اللد تم إعتقاله وزجه داخل معتقل جلبوع وهو بعمر 72 عاماً ويعاني من مشاكل صحية في الأذنين والقلب، ومن عدة جلطات وخضوعه لعملية جراحية في القلب قبيل إعتقاله. أعادت لجنة إدارية خاصة الحكم بالسجن مدى الحياة دون إعطاء المحامي مجالاً للدفاع. قامت المحكمة العليا بتخفيف الحكم إلى ثلاث سنوات وثلاثة أشهر وعدم السماح له بالمكوث بالبلاد. أفرج عنه في العام 2020، وتدخلت السفارة التركية في فلسطين لإصدار تأشيرة سفر تسمح له بمغادرة فلسطين إلى تركيا والعودة إلى اليونان.
ووثّق الروائي والأسير السابق الكاتب توفيق فياض تاريخ مجموعة عكا الفدائية "778" التي تشكلت من: (فوزي النمر قائداً وعضوية محمد حسين غريفات ويوسف أبو الخير وعبد خزبوز ورامز خليفة وفتح الله السقا، ومحمود أبو الصغير، وأحمد بشر، وراجح بشر، وعمر منصور، وقاسم أبو خضرة، وعمر السيلاوي) في رواية توثيقية "مجموعة عكا 778" والتي صدرت بثلاث طبعات: 1974 و1978 و2001.